# Escravidão na Nova França

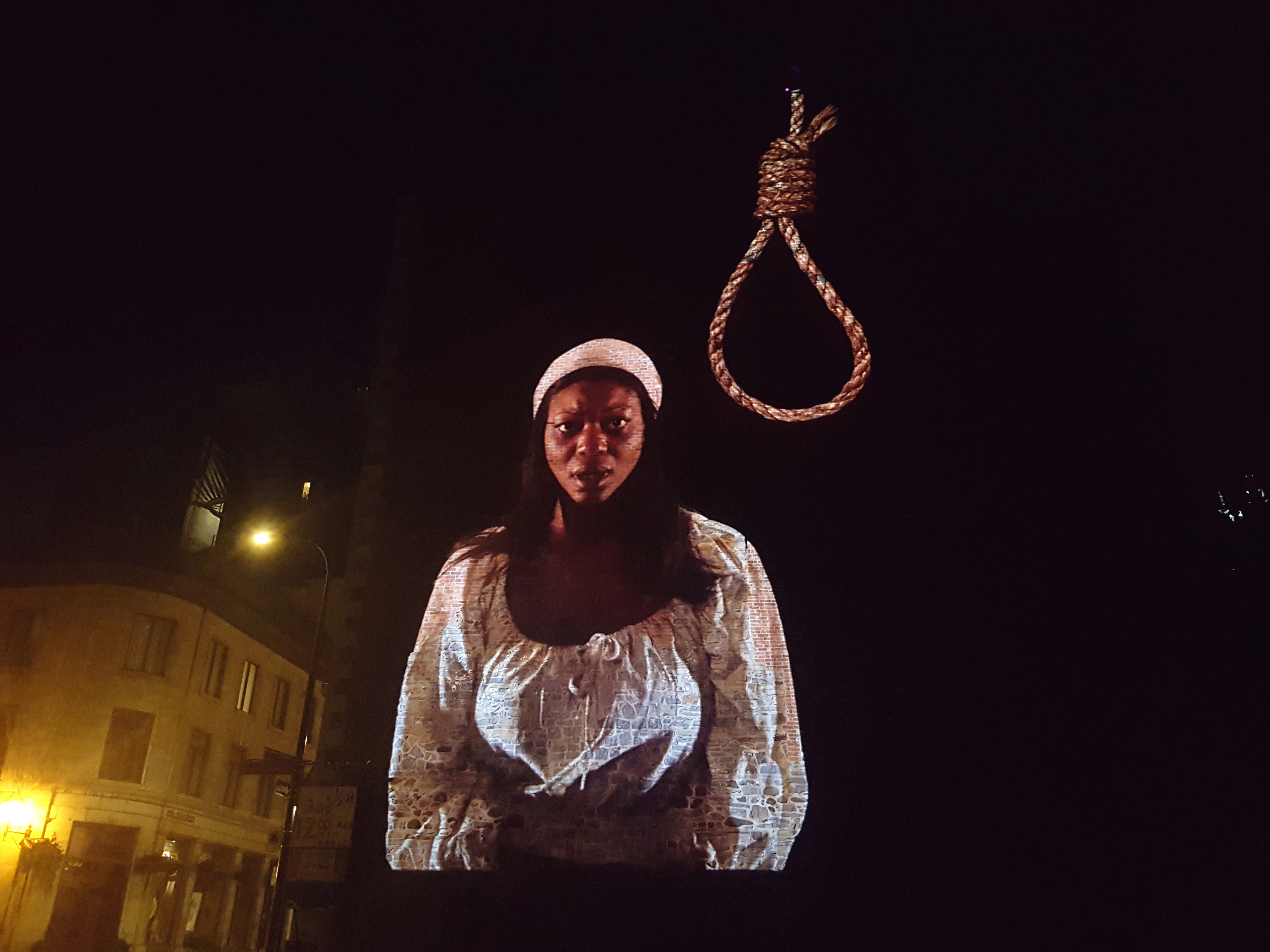
Projeção do século XXI representando Marie-Josèphe dite Angélique, uma mulher escravizada executada por incêndio criminoso na Nova França em 1734

Escravidão na Nova França foi praticada por algumas das populações indígenas, que escravizavam forasteiros como prisioneiros em conflitos, até a colonização européia tornar a escravidão como propriedade uma prática comum na Nova França. Em 1750, dois terços dos escravizados na Nova França eram indígenas, e em 1834, a maioria dos escravizados era de origem africana.
A instituição, que perdurou por quase dois séculos, afetou milhares de homens, mulheres e crianças descendentes de povos indígenas e africanos. Impactou também muitos indígenas, que eram utilizados como servos domésticos e comercializados como mercadorias.

## Origem indígena da escravidão francesa
A existência da escravidão nesta região antecede a chegada dos europeus e teve grande impacto na forma como o sistema escravagista se desenvolveu durante a colonização francesa. Enraizados em uma cultura de guerra, os grupos indígenas do País Superior dependiam intensamente de conflitos focados na captura de prisioneiros, em vez de simplesmente assassiná-los. Esses cativos eram, então, submetidos a uma série de eventos brutais, projetados para retirar deles qualquer identificação com grupos anteriores e para estabelecer marcas e cicatrizes duradouras que sinalizassem seu status de prisioneiro para os demais membros da comunidade.

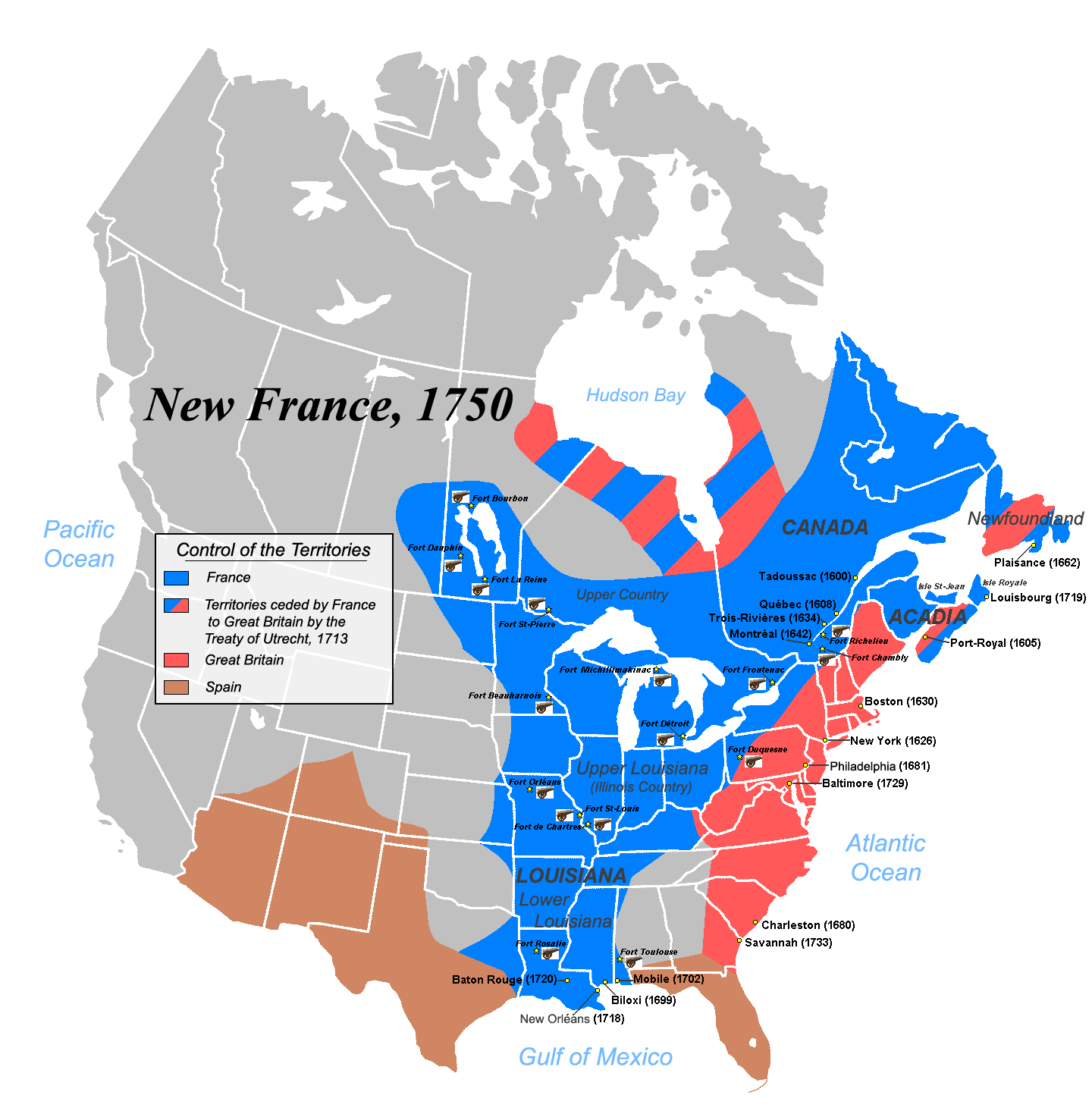
Nova França, 1750

O processo de integração era frequentemente cruel e ameaçador de vida, incluindo atos como o corte de dedos ou outras extremidades, arrancamento de unhas, amputação do nariz e espancamentos. O ritual de integração dos cativos era um evento público, envolvendo todas as camadas da sociedade indígena, inclusive mulheres e crianças, cuja participação era particularmente significativa para solidificar o status do escravo – geralmente um guerreiro capturado – em sua nova comunidade. Aqueles que sobrevivessem aos espancamentos e às marcas, passavam então por atos de humilhação, como despir-se e cantar forçosamente, para apagar ainda mais suas identidades anteriores, antes de serem reintegrados à nova comunidade ou serem torturados e executados ritualmente. Uma vez integrados à comunidade, os cativos desempenhavam funções sociais distintas. Em geral, os escravos não eram vistos como mercadorias plenamente transferíveis e objetos de comércio, como se via na escravidão de bens móveis tradicional. Em vez disso, destinavam-se a cumprir o papel social de um membro perdido da comunidade: quando um integrante era assassinado ou retirado do grupo, um cativo era disponibilizado para ocupar seu lugar e assumir suas funções. Isso frequentemente significava que a posição do escravo se tornava marcada por uma diferenciação de gênero, empurrando os homens a assumirem tarefas tradicionalmente femininas, como servir refeições, trabalhar na agricultura, preparar peles e carregar bagagens durante caçadas. As cativas eram frequentemente utilizadas como esposas de “serviço”, encarregadas de tarefas domésticas de rotina, além de oferecerem trabalho reprodutivo.
Politicamente, os rituais de captura também possuíam grande valor. A posição única dos cativos como intermediários sociais permitia que prestassem serviços diplomáticos, como a tradução. Capazes de atuar como presentes simbólicos entre os povos, a comercialização de escravos acrescentava peso social e político às relações indígenas, ligando diferentes regiões através de barreiras étnicas e linguísticas. Frequentemente capturados de um grupo, integrados em outro e, então, trocados para outros, eles podiam funcionar como coordenadores culturais, o que evidenciava a utilidade do comércio indígena de escravos e o grau de autonomia que alguns cativos poderiam exercer mesmo sob servidão.

### Padrões de escravidão franco-indígena
Estabelecido claramente antes da chegada dos franceses, um sistema de escravidão já estava em pleno funcionamento. Assim, a prática de escravidão adotada pelos colonizadores franceses foi mais uma adaptação a um sistema preexistente do que a imposição de um novo sistema aos povos indígenas e aos seus territórios. A escravidão foi adotada pelos colonos franceses a partir de 1632, continuando mesmo após a Conquista da Nova França no século XVIII. Inicialmente, a escravidão na colônia era complicada pela posição ética de França sobre o assunto: a posse de escravos na Nova França não era legalmente reconhecida (conforme a doutrina do Solo livre), mas ainda podia ser justificada com o entendimento de que apenas o ato de escravizar era considerado antiético, sendo que a simples compra ou recebimento de escravos era aceita. Na tentativa de imitar o sucesso econômico de outras colônias, a administração real francesa cedeu às pressões canadenses dos oficiais coloniais compradores de escravos, emitindo a Ordenança Raudot de 1709, que legitimou a escravização no contexto colonial do Vale do São Lourenço.
Em 13 de abril de 1709, o intendente Jacques Raudot da Nova França aprovou a Ordenança Proferida sobre os Negros e os Selvagens Denominados Panis, legalizando a compra e a posse de escravos indígenas na Nova França. Quando Raudot declarou a escravidão indígena legal na Nova França, a prática já se encontrava bem estabelecida nas alianças entre indígenas e franceses ao longo dos séculos XVII e XVIII. Após a entrada em vigor da Ordenança de 1709, a escravidão na colônia cresceu exponencialmente. Os nativos inundaram o mercado de escravos em meio a intensa diplomacia com os franceses, a fim de prevenir a invasão colonial em suas terras. Assim, o fluxo de escravos indígenas no São Lourenço veio em grande parte de seus equivalentes ocidentais. Segundo Rushforth, "ao restringir o alvo a um conjunto específico de vítimas conhecidas como a nação Panis, Raudot e seus sucessores criaram uma contraparte norte-americana ao reino africano de Nigritie: uma nação distante e populosa em guerra com aliados mais próximos, pouco compreendida, mas identificada como legal e moralmente passível de escravização". Isso significava, na prática, que os indígenas ocidentais fortaleciam futuros adversários no leste, por meio dos seus próprios escravos, numa luta para preservar suas terras. Os colonos franceses adquiriam escravos principalmente através do processo de troca ritualizada de presentes, empregado para facilitar as negociações diplomáticas. Contudo, a crescente demanda francesa por escravos alterou as práticas indígenas de captura e escravização. As guerras focadas na tomada de cativos aumentaram, pois estes deixaram de ser apenas uma forma simbólica de substituir parentes perdidos, tornando-se também mercadorias economicamente valiosas para troca com os franceses.
A troca de escravos e as diferentes concepções sobre a natureza da escravidão tiveram impactos reais nas relações dos franceses com seus vizinhos indígenas. Conflitos prolongados, como as Guerras Fox, foram amplamente incentivados, já que os prisioneiros de guerra forneciam uma fonte abundante de novos escravos. Nações indígenas aliadas aos franceses e hostis aos Fox aproveitaram esse incentivo para obter apoio militar francês. Em outras ocasiões, concepções distintas de escravidão atrapalhavam as relações. A decisão de Denonville de enviar 40 iroques capturados para a França como escravos de galé revelou-se um sério obstáculo para futuras negociações de paz entre franceses e iroques. Da mesma forma, as negociações diplomáticas com chefes sioux em 1742 foram prejudicadas pela presença de escravos sioux que haviam acabado nas mãos dos franceses.

## Tráfico de escravos africanos na Nova França

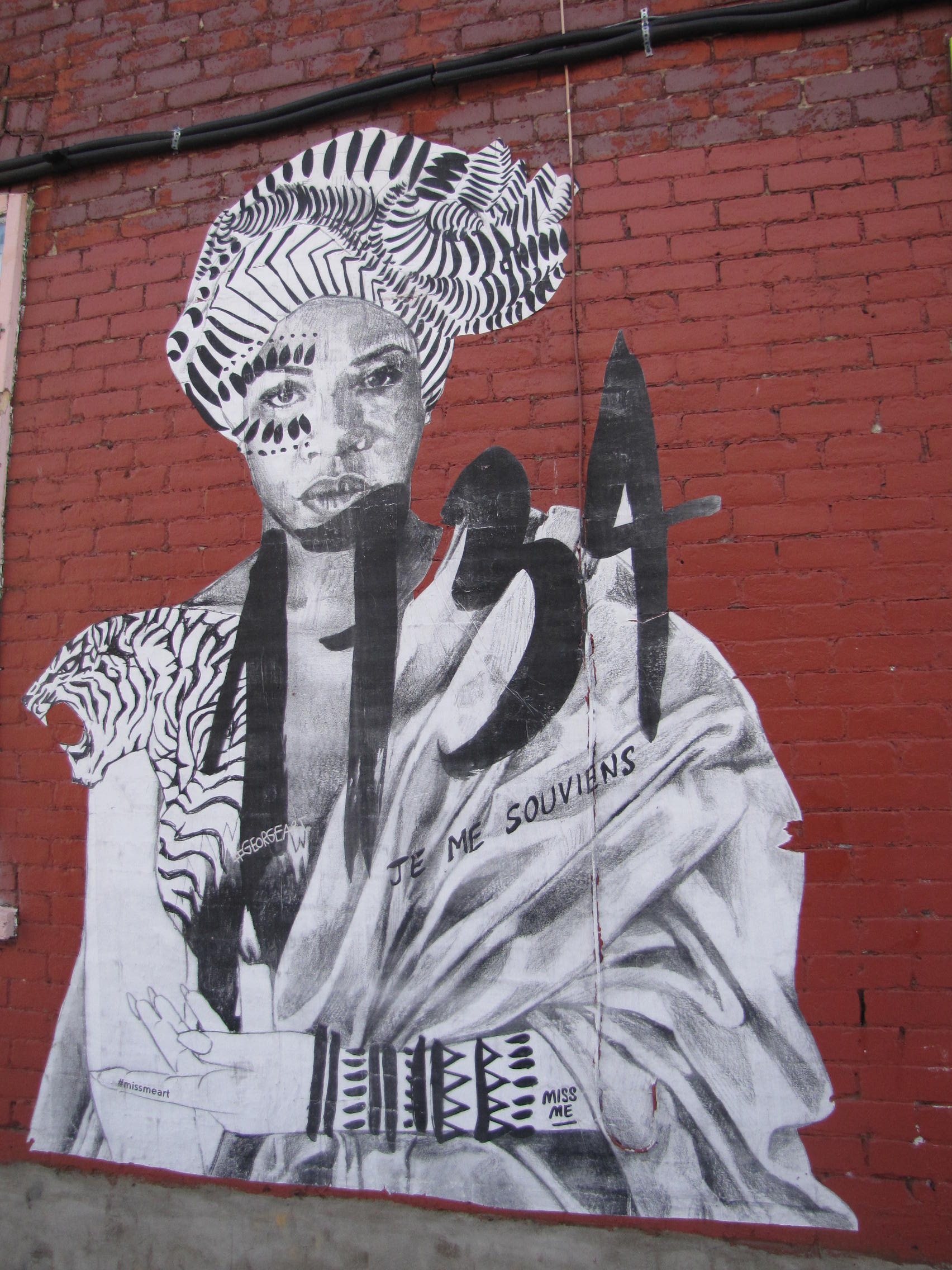
Descendentes de escravos negros da Nova França e do Canadá Inferior adotam sobrenomes como Carbonneau, Charest, Johnson, Lafleur, Lemire, Lepage, Marois, Paradis, etc.

Os escravos africanos na Nova França eram minoria, tanto em relação aos escravos africanos em outras regiões da Nova França quanto em relação ao total de escravizados do Novo Mundo. Dos aproximadamente 3,8 milhões de escravos transportados da África Ocidental para as Américas até a década de 1750, apenas cerca de 1.400 foram para a Nova França. De modo similar, os escravos africanos eram continuamente superados em número pela população indígena escravizada, que formava a maior parte da força de trabalho forçada na Nova França. Foi em 1632 que o primeiro escravo negro registrado, Olivier Le Jeune, chegou à Nova França. Passaram-se mais de 50 anos até que o próximo escravo negro aparecesse nos registros, apesar dos esforços intensos para aumentar seu número. Diversas tentativas foram feitas ao longo da história da Nova França para aumentar o número de escravos africanos trazidos à colônia, com o objetivo de ampliar a força de trabalho disponível. As tentativas de aumentar a produção econômica em minas, pescarias e fazendas foram frustradas pela escassez de trabalhadores. Havia grande preocupação de que a introdução da escravidão africana no Canadá representasse uma opção econômica onerosa, citando as grandes diferenças climáticas como principal motivo para seu eventual fracasso. No entanto, o governador, Marquês de Denonville, peticionou a Luís XIV, em 1688, permissão para importar escravos africanos para a Nova França, a fim de estabelecer uma economia colonial mais alinhada à dos entrepostos caribenhos franceses. Em maio de 1689, o rei concedeu permissão para iniciar a importação de escravos negros. Contudo, o número de escravos africanos permaneceu bastante baixo; os registros coloniais indicam que houve apenas onze escravos africanos na Nova França entre 1689 e 1709. Chamadas posteriores para aumentar a importação de escravos africanos à Nova França também evocaram o exemplo de outras colônias europeias que dependiam do trabalho escravo. Por exemplo, em 1716, Michel Bégon defendeu que a Nova França deveria imitar as Treze Colônias em seu uso de escravos.
Entretanto, as tentativas de modelar a Nova França segundo outras colônias foram frustradas tanto por acidentes históricos quanto por mudanças na política colonial. Embora a autorização de Luís XIV para a importação de escravos à Nova França, em resposta ao pedido de Denonville, tenha sido concedida, o início da Guerra dos Nove Anos impediu o estabelecimento de um comércio contínuo. Uma autorização semelhante em 1701 foi interrompida com o início da Guerra dos Sete Anos. Além das dificuldades de estabelecer redes de comércio de escravos na Nova França, fatores econômicos também dificultaram seu desenvolvimento; a Nova França possuía menos potencial para uma agricultura de plantações altamente lucrativa se comparada a outras colônias, e a disponibilidade de escravos indígenas significava, em geral, haver menos oportunidades rentáveis para a venda de escravos na região.

### Edito Real de 1685
O Código Negro foi essencialmente concebido para os escravos africanos (negros) que os franceses utilizavam extensivamente nas colônias caribenhas desde 1685. Composto por 60 artigos, o Código pretendia oferecer certa proteção aos escravizados. Ademais, o Código estendeu-se aos escravos "Panis" na Nova França, embora sua aplicação e execução legais tenham sido limitadas devido à estreita relação entre franceses e tribos indígenas.
O Código delineava os direitos e obrigações tanto dos escravizados quanto dos seus senhores. Os escravizados não podiam celebrar contratos, possuir terras, testemunhar ou serem julgados publicamente. Por não possuírem o status de indivíduo civil, os escravizados não podiam ser responsabilizados criminalmente como cidadãos. Se os escravizados fossem considerados culpados por danos físicos causados a algo ou alguém, o(s) proprietário(s) eram responsáveis, tanto financeiramente quanto pessoalmente, pelos prejuízos ocasionados. Caso o proprietário não pagasse as indenizações, seu escravo poderia ser retirado à força de sua posse.
Adicionalmente, o proprietário tinha o direito de açoitar ou acorrentar seu escravo. Contudo, mutilar, matar ou torturar os escravizados era ilegal. Embora o Código classificasse os escravizados como objetos, tal como um móvel, os senhores, mesmo assim, tinham obrigações para com eles, devendo alimentá-los, vestí-los, cuidar em caso de lesões ou enfermidades e prover assistência em situações de envelhecimento ou deficiência.
No que se refere a nascimentos e casamentos, segundo o Código Negro, não havia reconhecimento legal da condição do pai; o casamento entre um homem livre e uma mulher escravizada não tinha validade legal. Um filho nascido de um homem livre e de uma mulher escravizada era considerado escravo; ao contrário, se o filho nascesse de um homem livre e de uma escrava já livre, ele seria considerado livre.
Em 1724, o Código Negro foi modificado. Após sua revisão, o Código "insistia na humanidade básica do escravizado: cada um deveria ser instruído, batizado e assistido como cristão, as famílias deveriam ser reconhecidas, e os escravizados libertos deveriam adquirir os direitos dos cidadãos comuns – em tese, o africano poderia aspirar a tornar-se francês". Na prática, entretanto, havia uma enorme disparidade entre as leis previstas no Código Negro e a realidade, uma vez que a grande maioria dos colonos franceses ignorava a existência do documento. Além disso, era exceção, e não regra, que um escravo se tornasse livre. E, embora se argumente que os franceses eram mais lenientes e tolerantes com seus escravizados, em comparação com outros colonos europeus, as condições de vida e o tratamento dispensado aos escravos ainda dependiam da atitude dos seus proprietários.

## Características regionais da escravidão

### Escravidão no País Illinois
O País Illinois foi um assentamento colonial francês localizado no Vale do Mississippi. Embora recém-chegados à região, os Illinois eram um influente grupo algonquino fortemente engajado nas práticas do comércio de escravos com os franceses e com aliados indígenas. Considerando que sua economia girava principalmente em torno da caça ao bisão, as tribos Illinois necessitavam de bastante mão de obra, a qual obtinham, em grande parte, por meio de escravizados. O bisão não era apenas um alimento básico para os Illinois, mas também estava integrado à sua cultura material.
As escravas eram designadas para tarefas tediosas, tais como o processamento e a secagem da carne, bem como o uso das peles de bisão para fins decorativos, para vestuário e como presentes diplomáticos. Isso exigia que as esposas e as escravas cooperassem e dividissem as tarefas entre si.
Entretanto, a escravidão no País Illinois não atendia apenas a necessidades econômicas, mas também cumpria funções culturais. Por um lado, o comércio de escravos permitia aos Illinois fortalecer seus laços com os franceses e outros aliados indígenas. Eles realizavam expedições contra seus inimigos – os Foxes – capturando prisioneiros para oferecê-los aos franceses. A comercialização de escravos constituía uma performance ritualizada que reforçava as alianças de parentesco entre os franceses e os Illinois. Em contrapartida, os franceses aceitavam os escravos e os batizavam, retirando-lhes suas identidades étnicas e culturais na tentativa de cristianizá-los. Não surpreendentemente, a tomada de cativos frequentemente resultava em retaliações violentas, especialmente por parte dos Foxes. A animosidade histórica entre os Illinois e os Foxes colocava os franceses numa posição delicada. Enquanto estes desejavam avançar para o oeste e negociar com os Foxes, precisavam considerar sua aliança de parentesco com os Illinois e outros grupos indígenas da região dos Grandes Lagos. Exigir que os Illinois entregassem seus cativos aos Foxes ofendia-os, mas pedir aos Foxes que buscassem novos cativos em regiões distantes significava ofender duplamente os Illinois, pois ameaçava sua posição como intermediários de confiança dos franceses. Ademais, os franceses mostravam relutância em impedir os Illinois de capturarem prisioneiros, visto que se beneficiavam do comércio de escravos dos Foxes. Assim, na medida em que o comércio de escravos fortalecia as alianças entre os Illinois e os franceses, também deteriorava relações, levando a campanhas de retaliação intermitentes.
Os franceses introduziram a escravidão africana legalizada sob o Código Negro na Nova França. Após a fundação do porto de Nova Orleans em 1718, com acesso às colônias de plantações do Caribe, os colonos franceses importaram um número crescente de escravos africanos para o País Illinois, para atuarem como trabalhadores de mineração ou agrícolas. Em meados do século XVIII, os escravos representavam até um terço da escassa população daquela região rural.

### Escravidão em Île-Royale
A Louisbourg na colônia de Île-Royale (Cabo Breton e Ilha Príncipe Eduardo) é uma das cidades da Nova França que possui registros oficiais de uma comunidade de escravos negros. Louisbourg foi um importante porto comercial da colônia devido à sua localização geográfica estratégica. Situado a meio caminho entre a Europa e as colônias caribenhas francesas, estava menos sujeito ao Gelo marinho que os assentamentos a oeste. Sua economia dependia da pesca, do setor militar e do comércio. Acredita-se que centenas de escravos negros passassem pelo porto a bordo de navios mercantes; contudo, apenas 216 indivíduos negros, foram efetivamente escravizados em Île-Royale. A maioria desses escravos era propriedade dos indivíduos mais ricos da ilha: comerciantes, funcionários do governo e militares. Possuir escravos elevava o padrão de vida e a posição social dentro da colônia.
Os escravos de Île-Royale tinham origens bastante diversas, pois alguns provinham das Índias Ocidentais Holandesas enquanto outros chegavam diretamente da Guiné. Contudo, apesar de não compartilharem a mesma herança ou etnia, todos compartilhavam a experiência de serem escravizados. O aspecto mais marcante dessa parte específica da colônia francesa da Nova França é que os negros escravizados tornaram-se cidadãos da comunidade; além de serem pais e mães que passaram a integrar uma crescente cultura colonial afro-francesa, ajudaram a moldar a vida colonial.

### Escravidão na Louisiana
Embora a Louisiana tenha sido estabelecida muito depois de outras colônias da Nova França, em 1699, ela adquiriu negros com muito mais rapidez que o Canadá, pois estava mais próxima do mercado caribenho. Além disso, contava com a oportunidade de explorar o mercado indígena do vasto vale do Mississippi. Na Louisiana, os senhores de plantações davam preferência aos escravos africanos; alguns, contudo, mantinham indígenas como criadas.
Alguns Panis foram escravizados já no início do século XVIII, embora isso fosse oficialmente proibido. Esses escravos eram capturados por outras tribos indígenas durante conflitos e, posteriormente, vendidos aos franceses.
Em 1717, John Law aconselhou a Companhia do Mississippi a importar escravos negros para a Louisiana, visando desenvolver a economia por meio das plantações. Aproximadamente 6.000 escravos africanos foram trazidos entre 1719 e 1743. Alguns escravos foram enviados para o País Illinois, na Alta Louisiana, parte da América do Norte do francês. Eles eram destinados ao trabalho nas plantações e nas minas.
O Código Negro regulava as condições dos escravizados assim como em outras colônias francesas, exceto no Canadá. Contudo, o Código não era muito respeitado e os escravos gozavam de certa autonomia. Durante seus dias de folga, por exemplo, os escravizados podiam cultivar um pequeno terreno e vender sua produção. Outros dedicavam-se à caça, ao corte de madeira ou aos cuidados com o gado; todas essas atividades poderiam ocorrer longe das plantações. Mesmo que casamentos e encontros inter-raciais fossem proibidos, ambos os casos foram, contudo, registrados. Apesar dessa pequena margem de liberdade, as vidas e o trabalho dos escravos continuavam extremamente difíceis. O período de colheita era a estação mais penosa para eles. Seus pertences eram escassos e, normalmente, limitavam-se a alguns itens pessoais. Ainda assim, rebeliões de escravos foram raras durante o período colonial francês.
Os escravizados também contribuíram para a creolização dessa parte da colônia. Ainda que o Código Negro determinasse que os escravos recebessem educação cristã, a maioria continuava a praticar seus costumes nativos.

### Escravidão no Canadá
| Origem dos escravizados no Canadá 1671–1760 |           |       |
| Primeiras Nações                            | Africanos | Total |
| ------------------------------------------- | --------- | ----- |
| 1685                                        | 402       | 2087  |
| Fonte:                                      |           |       |

Milhares de pessoas foram legalmente mantidas como escravas no Canadá durante o período colonial, utilizadas como símbolos de status e como servas para indivíduos ricos, para o governo local e para organizações religiosas, incluindo as Irmas Cinzentas. Os escravos negros explorados pelos franceses eram trazidos de outras colônias, como Martinica, ou capturados em regiões africanas, como Madagascar.

## Experiências pessoais dos escravizados no Canadá
O tratamento dos escravizados no Canadá variava conforme se o cativo estivesse sob a escravidão de um grupo indígena ou de um colonizador. Por exemplo, diante de uma população em declínio, os iroques costumavam organizar grupos de guerra e capturar prisioneiros para substituir os falecidos. Costumava-se que o cativo fosse submetido a uma forma ritualizada de tortura, com o intuito de desintegrar sua identidade social anterior antes de sua completa integração ao clã adotivo. Embora o cativo fosse considerado um parente adotivo, desfigurações, como nariz mutilado ou dedos faltantes, marcavam sua condição de prisioneiro. Um relato do missionário jesuíta, Padre Isaac Jogues, sugere ainda que vingança e humilhação também motivavam a captura e a tortura dos cativos. Ele descreve como seus captores iroques o espancaram repetidamente com clavas de guerra, arrancaram-lhe as unhas e queimaram seus braços e coxas. Mulheres e jovens também se deleitavam espancando o Padre Jogues com barras de ferro e arrancando-lhe os polegares.
A captura também era praticada entre outros grupos indígenas, e alguns rituais de humilhação e tortura não eram tão hediondos quanto os sofridos pelo Padre Jogues. Louis Hennepin, por exemplo, foi outro missionário francês que registrou sua experiência como cativo entre os Sioux. Embora tenha sido adotado cerimonialmente pelo chefe de guerra Aquipaguetin para substituir seu filho falecido, sofreu abusos físicos e ridicularizações de seus captores até ser libertado. Ainda que não tenha enfrentado os horrores vivenciados pelo Padre Jogues, suas refeições eram racionadas para mantê-lo fraco e dependente. Em contrapartida, os senhores de escravos franceses não submeteram seus escravizados a formas excessivas de tortura, visto que a compreensão europeia de parentesco e adoção era radicalmente diferente da dos povos indígenas. Em vez disso, muitos optavam por batizar seus escravizados e atribuir-lhes um novo nome. Aqueles que desejavam manter a origem de seu escravo em segredo solicitavam que o cativo fosse identificado como "panis" nos registros batismal. Contudo, alguns proprietários atrasavam o batismo de seus escravizados, enquanto outros nem se dignavam a batizá-los. Por exemplo, o senhor de escravos Desmoulins batizou Thomas, seu escravo negro, aos sessenta anos, enquanto Phillippe Vinet-Préville batizou sua escrava no dia de sua morte, aos cinquenta e cinco.
Devido à sua condição inferior, muitos documentos oficiais negligenciavam especificar as funções desempenhadas pelos escravizados. No Censo de 1666, por exemplo, os escravizados eram identificados apenas como "domestic engagé", enquanto as profissões dos demais membros da família eram detalhadas para o leitor. Felizmente, alguns documentos legais forneciam informações sobre o status, as atribuições e, por vezes, os passatempos e interesses de um escravizado. Por exemplo, um julgamento por contrabando, ocorrido em 1712 e envolvendo um escravo indígena livre chamado Joseph, foi registrado, oferecendo uma visão fascinante do mundo dos escravizados livres em Montreal. O documento legal menciona que Joseph passava a maior parte dos seus dias negociando com outros escravizados livres de sua vizinhança, tendo acesso à canoa de seu senhor e, por vezes, viajava para o País Superior com seus amigos indígenas. Embora não represente uma grande quantidade de informação, o fato de Joseph ter amigos e manter relações próximas fora de seu núcleo familiar o humaniza.
Ocasionalmente, testemunhos e testamentos oferecem uma perspectiva das relações íntimas entre escravizados indígenas (ou negros) e seus senhores. Em 1721, uma viúva chamada Marie Claire Catoire redigiu um testamento no qual confirmava a sua manumissão condicional de sua escrava indígena Suzanne, em troca da prestação de serviços por parte de Suzanne para ela e para seu filho Leonard pelo resto de suas vidas. Embora Suzanne tenha cumprido essa condição, Catoire acrescentou outra para a libertação de sua escrava: que Suzanne e seu marido "praticassem a religião católica romana e se comportassem como pessoas livres da nação francesa." Esforços para "francesizar" escravizados indígenas ou negros por meio de vestimentas ou conversão não eram incomuns nos séculos XVII e XVIII. Por exemplo, em 1731, uma viúva de nome Marie LeRoy redigiu um testamento expressando que sua sauvagesse recebesse seu "habit de crepon", vários "aulnes" de pano branco com os quais pudesse confeccionar "coeffes" e um "jupon", para que pudesse ser lembrada por ela pelo restante de sua vida e viver de modo cristão.

## História pessoal dos escravizados
Pierre foi um dos primeiros escravos registrados na Nova França. Em 1690, ele apareceu nos registros oficiais do hospital com 15 anos de idade. Entre 1690 e 1692, seu mestre jesuíta, que o identificava como seu "domestic", o colocou duas vezes sob os cuidados do hospital. Ele era de origem Panis; inicialmente capturado nos territórios Illinois, pertencia aos missionários jesuítas de Quebec.
Marie-Joachim foi uma mulher escravizada Meskwaki (Fox) que pertencia a Julien Trottier dit Desrivieres, um rico comerciante de Montreal. Ela foi trazida para Montreal como escrava por volta de 1712, mas só apareceu nos registros oficiais em 1725, aos 22 anos, devido ao seu envolvimento em um processo criminal. Acusada de roubar mercadorias do depósito de seu senhor, com a intenção de entregá-las a seu amante francês, foi condenada à amputação das mãos; contudo, acabou sendo vendida a um senhor em Quebec, onde trabalhou como escrava doméstica, vindo a falecer alguns anos depois, por volta dos seus 20 e poucos anos.
Marie-Marguerite foi uma índia das planícies escravizada que pertencia a Marc-Antoine Huard de Dormicourt, um oficial naval de Quebec. Ela aparece nos registros em 1740, por volta de seus 20 e poucos anos, quando processou Marc-Antoine Huard de Dormicourt em busca de sua liberdade. Seu julgamento desencadeou um debate na Nova França, pois ela questionava a legalidade de sua escravidão e forçava os habitantes a repensar os limites legais da prática escravagista. Infelizmente para Marie-Marguerite, ela perdeu o recurso e foi enviada para trabalhar em uma plantação de açúcar no Caribe.
Charlotte-Barbe foi uma índia das planícies escravizada que pertencia ao governador Charles de la Boische, Marquês de Beauharnois. Charlotte-Barbe consta dos registros em 1729, data em que faleceu aos 9 anos de idade. Durante seu mandato, esse governador teve, em diferentes períodos, mais de vinte indígenas escravizados.
Marie-Joseph Angélique foi uma das escravizadas mais conhecidas da Nova França. Durante a gravidez, ela incendiou a casa de sua senhora – seja por vingança ou para desviar a atenção de sua fuga – e fugiu com o pai de seu filho, que também era escravo negro e pertencia a outro senhor. O incêndio que ela provocou acabou consumindo parte de Montreal e uma grande área do Hôtel-Dieu de Montréal. Posteriormente, foi capturada e condenada à morte.
Marie Louise é uma figura emblemática entre os escravizados negros na Nova França, mais especificamente em Île-Royale. Ela foi a terceira mulher escravizada a ser libertada na ilha. Em 21 de janeiro de 1754, casou-se com Louis Coustard, de 25 anos, que havia chegado a Louisbourg três anos antes, procedente do porto de La Rochelle, na França. Ele foi o único homem branco a se casar com uma escrava negra em Île-Royale. Antes do matrimônio, Marie Louise havia gerado sete filhos ilegítimos, os quais tiveram que permanecer escravizados por ela ainda não ter sido libertada. Com Louis, teve dois filhos, ambos herdando o status de livre por parte do pai.

## Caminho para a abolição
Um efeito colateral do Tratado de Paris de 1763 foi que a escravidão dos Panis na América do Norte diminuiu consideravelmente e, eventualmente, desapareceu, provavelmente devido às severas condições econômicas da época. Em 1793, a importação de escravos negros passou a ser proibida no Canadá Superior, quarenta anos antes de o Governo do Reino Unido aprovar o Ato de Abolição da Escravidão de 1833, que aboliu a instituição em todo o Império Britânico.